# Liste der Baudenkmale in Rüdersdorf bei Berlin
In der Liste der Baudenkmale in Rüdersdorf bei Berlin sind alle Baudenkmale der brandenburgischen Gemeinde Rüdersdorf bei Berlin und ihrer Ortsteile aufgelistet. Grundlage ist die Veröffentlichung der Landesdenkmalliste mit dem Stand vom 31. Dezember 2020.

## Legende
In den Spalten befinden sich folgende Informationen:
- ID-Nr.: Die Nummer wird vom Brandenburgischen Landesamt für Denkmalpflege vergeben. Ein Link hinter der Nummer führt zum Eintrag über das Denkmal in der Denkmaldatenbank. In dieser Spalte kann sich zusätzlich das Wort Wikidata befinden, der entsprechende Link führt zu Angaben zu diesem Denkmal bei Wikidata.
- Lage: die Adresse des Denkmales und die geographischen Koordinaten. Link zu einem Kartenansichtstool, um Koordinaten zu setzen. In der Kartenansicht sind Denkmale ohne Koordinaten mit einem roten beziehungsweise orangen Marker dargestellt und können in der Karte gesetzt werden. Denkmale ohne Bild sind mit einem blauen bzw. roten Marker gekennzeichnet, Denkmale mit Bild mit einem grünen beziehungsweise orangen Marker.
- Bezeichnung: Bezeichnung in den offiziellen Listen des Brandenburgischen Landesamtes für Denkmalpflege. Ein Link hinter der Bezeichnung führt zum Wikipedia-Artikel über das Denkmal.
- Beschreibung: die Beschreibung des Denkmales
- Bild: ein Bild des Denkmales und gegebenenfalls einen Link zu weiteren Fotos des Baudenkmals im Medienarchiv Wikimedia Commons

## Denkmalbereiche
| ID-Nr.   | Lage                         | Bezeichnung                                                          | Beschreibung                                                                 | Bild           |
| -------- | ---------------------------- | -------------------------------------------------------------------- | ---------------------------------------------------------------------------- | -------------- |
| 09180639 | Rüdersdorf bei Berlin (Lage) | Satzung zum Denkmalbereich „Landhofsiedlung“ in Rüdersdorf-Kalkberge | Die Siedlung befindet sich an der Straße „Landhof“, nordwestlich der BAB 10. | weitere Bilder |

## Baudenkmale

### Hennickendorf
| ID-Nr.   | Lage                          | Bezeichnung                                              | Beschreibung | Bild                                          |
| -------- | ----------------------------- | -------------------------------------------------------- | --- | --------------------------------------------- |
| 09180468 | Bahnhofstraße 39 (Lage)       | Schule                                                   | | weitere Bilder                                |
| 09180989 | Berliner Straße (Lage)        | Villa Oppenheim mit Villenpark und Wasserturm            | | Villa Oppenheim mit Villenpark und Wasserturm |
| 09180149 | Berliner Straße 10, 11 (Lage) | Meisterhäuser mit straßenseitiger Grundstückseinfriedung | | weitere Bilder                                |
| 09180467 | Kirchplatz 6 (Lage)           | Dorfkirche                                               | Bei der Dorfkirche handelt sich um eine für den Barnim typische Chorquadratkirche mit einem einschiffigen Langhaus und einem leicht eingezogenem Rechteckchor. Sie entstand vermutlich im 14. oder 15. Jahrhundert auf den Grundmauer einer Wehrkirche. Der Altar von Bildhauer Heinrich Bernhard Hattenkerel stammt aus dem Jahr 1720. Er gilt als vergleichsweise seltenes Exemplar, denn er zeigt keine Gemälde, sondern die Einsetzungsworte beim Abendmahl Jesu. | weitere Bilder                                |
| 09180758 | Mühlenstraße 7 (Lage)         | Mühlengebäude mit Schrot- und Quetschmühle               | Das Bauwerk entstand im Jahr 1798 als Walkmühle. 1848 brannte die Mühle ab und wurde 10 Jahre später wiederaufgebaut. | weitere Bilder                                |
| 09180470 | Wachtelberg (Lage)            | Wachtelturm                                              | Der Turm entstand in den 1930er Jahren zur Früherkennung von Waldbränden sowie als Schlauchtrocknungsanlage für die Freiwillige Feuerwehr. In den 1990er Jahren wurde er umfangreich saniert und dient seither als Aussichtsturm. | weitere Bilder                                |

### Herzfelde
| ID-Nr.            | Lage                         | Bezeichnung                                                                                       | Beschreibung | Bild           |
| ----------------- | ---------------------------- | ------------------------------------------------------------------------------------------------- | ------------ | -------------- |
| 09180474 Wikidata | Hauptstraße 17a, 18 (Lage)   | Dorfkirche                                                                                        |              | weitere Bilder |
| 09180475          | Hauptstraße 59 (Lage)        | Alte Schule                                                                                       |              | Alte Schule    |
| 09181384          | Möllenstraße (Lage)          | Transformatorenhaus                                                                               |              | BW             |
| 09180148          | Rüdersdorfer Straße 3 (Lage) | Katholische Kirche Maria Hilf mit angebautem Pfarrhaus und straßenseitiger Grundstückseinfriedung |              | weitere Bilder |

### Lichtenow
| ID-Nr.   | Lage                 | Bezeichnung                                             | Beschreibung | Bild           |
| -------- | -------------------- | ------------------------------------------------------- | ------------ | -------------- |
| 09180516 | Bundesstraße 1 ()    | Wegweiserstein, an der Kreuzung nach Zinndorf und Kagel |              | weitere Bilder |
| 09180229 | Dorfstraße 89 (Lage) | Spritzenhaus mit Feuerwehrturm und Hydrant              |              | weitere Bilder |
| 09180515 | Dorfstraße 90 (Lage) | Dorfkirche mit Kirchhofseinfriedung                     |              | weitere Bilder |

### Rüdersdorf bei Berlin
| ID-Nr.            | Lage                                                 | Bezeichnung                                                                                          | Beschreibung | Bild                                                                         |
| ----------------- | ---------------------------------------------------- | --- | --- | ---------------------------------------------------------------------------- |
| 09180854          | ()                                                   | Eingangsportal des Reden-Kanals, am Kesselsee                                                        | Das Portal wurde nach einem Entwurf von Karl Friedrich Schinkel im Jahre 1806 erbaut. | ein Bild hochladen                                                           |
| 09180853          | Am Friedhof ()                                       | Familiengrab für Dr. Müller, auf dem Friedhof Schulzenhöhe                                           | | weitere Bilder                                                               |
| 09180052          | Am Landhof (Lage)                                    | Landhofsiedlung (ehemalige Kalkbergarbeitersiedlung)                                                 | | Landhofsiedlung (ehemalige Kalkbergarbeitersiedlung)                         |
| 09180926 Wikidata | Ernst-Thälmann-Straße 73 (Lage)                      | Katholische Kirche zur Heiligen Familie mit Pfarrhaus und Nebengebäude                               | Die katholische Kirche wurde 1905 erbaut. Im Inneren zeigen Glasfenster die Heilige Familie und die Dreifaltigkeit. Die Fenster sind aus der Bauzeit. | weitere Bilder                                                               |
| 09180855 Wikidata | Hans-Striegelski-Straße / Straße der Jugend (Lage)   | Kirche mit parkähnlichem Kirchhof und Kolonistenfriedhof                                             | | weitere Bilder                                                               |
| 09180642          | Hans-Striegelski-Straße 5, 6, Schulstraße 22 (Lage)  | Amtsgericht mit Geschäftsgebäude und Gefängnis sowie Erweiterungsbau und straßenseitiger Einfriedung | | weitere Bilder                                                               |
| 09181154          | Heinitzstraße 11 (Lage)                              | Altes Bergamt mit Amtshaus, Nebengebäude und Außenanlagen mit Gartenpavillon                         | | Altes Bergamt mit Amtshaus, Nebengebäude und Außenanlagen mit Gartenpavillon |
| 09180254          | Heinitzstraße 13a (Lage)                             | Spritzenhaus                                                                                         | | weitere Bilder                                                               |
| 09180252          | Heinitzstraße 14 (Lage)                              | Bergarbeiterhaus mit Nebengebäude und Grundstückseinfriedung                                         | | Bergarbeiterhaus mit Nebengebäude und Grundstückseinfriedung                 |
| 09180781          | Heinitzstraße 18 (Lage)                              | Wohnhaus mit Hofgebäude und Grundstückseinfriedung                                                   | | Wohnhaus mit Hofgebäude und Grundstückseinfriedung                           |
| 09180773          | Heinitzstraße 41 (Lage)                              | Magazingebäude mit Uhrenturm                                                                         | | weitere Bilder                                                               |
| 09180773          | Heinitzstraße 41 (Lage)                              | Museumspark Rüdersdorf                                                                               | Historisches Berg- und Kalkwerk bestehend aus Bülowportal und -kanal, Mauerfragment eines ehemaligen Torfschuppens (2), Denkmal für Oberbergrat von der Decken (3), Förderbrücke mit aufgesetztem Bohlenbinderdach (4), Rumfordofen II (5), Tunnel am Otto-Torell-Haus (6), Mauerfragmenten eines Rumfordofens an der Innenseite des Heinitzbruchs (7), Mauerfragmenten des Bergamts (8), Magazingebäude mit Uhrenturm (9), zwei Kammeröfen (10), Rumfordofen I (11), Zirkelbogenbrücke (12), Tunnel am Rumfordofen I (13), Hei-nitzportal (14), Heinitztunnel (15), Heinitzstraße mit Straßenpflaster, Fragmenten der ehemaligen Randbebauung sowie Stützmauern der Abraumhalden (16), Fragmenten des Eiskellers (17), Altem Hafen (18), Fragmenten der Hafenkaimauer (19), Hafenpoller (20), drei Steigerhäusern mit Nebengebäuden (21-23), Seilscheibenpfeiler (24), Seilbahn-Umlenkstation mit Maschinencontainer (25), drei Seilbahnstützpfeilern (26-28), Schachtofenbatterie (29), Ringofenkaue (30), Laborgebäude (31), Schuppen mit Versuchsdrehrohrofen und Zementwerkmodell (32) sowie Mahlwerk aus Brech- und Siebanlage (33) | weitere Bilder                                                               |
| 09180640          | Kalkberger Platz 31 (Lage)                           | Kulturhaus „Martin Andersen Nexö“                                                                    | | weitere Bilder                                                               |
| 09180797          | Karl-Liebknecht-Straße / Fürstenwalder Straße (Lage) | Hoffnungskirche und Kirchhofseinfriedung                                                             | Die Hoffnungskirche in Rüdersdorf bei Berlin ist eine Feldsteinkirche aus dem 13. Jahrhundert, die 1718 und 1790 nach Osten hin erweitert wurde. | weitere Bilder                                                               |
| 09181273          | Karl-Liebknecht-Straße 4d (Lage)                     | Toranlage mit Teilen der Einfriedungsmauer des ehemaligen kurfürstlichen Jagdschlossgeländes         | | weitere Bilder                                                               |
| 09180806          | Schulstraße 23 (Lage)                                | Wohnhaus mit straßenseitiger Grundstückseinfriedung                                                  | | Wohnhaus mit straßenseitiger Grundstückseinfriedung                          |
| 09181389          | Straße der Jugend (Ecke Grüne Kehle) (Lage)          | Straßenbahndepot                                                                                     | | weitere Bilder                                                               |
| 09180965          | Straße der Jugend 30 (Lage)                          | Postgebäude mit Hofeinfriedung                                                                       | | weitere Bilder                                                               |
| 09180641          | Torellplatz (Lage)                                   | Gedenkstein für Otto Torell                                                                          | | weitere Bilder                                                               |

### Tasdorf
| ID-Nr.   | Lage                                         | Bezeichnung                                                                                               | Beschreibung | Bild |
| -------- | -------------------------------------------- | --- | ------------ | --- |
| 09180973 | (Lage)                                       | Eisenbahnbrücke über die B 1 zwischen Tasdorf und Herzfelde                                               |              | weitere Bilder                                                                                            |
| 09180251 | Berliner Straße / Strausberger Straße (Lage) | Gutsanlage, bestehend aus Villa mit Landschaftspark sowie Wirtschaftshof mit Gutshaus, Speicher und Waage |              | Gutsanlage, bestehend aus Villa mit Landschaftspark sowie Wirtschaftshof mit Gutshaus, Speicher und Waage |